# Еджфілд (Південна Кароліна)
Еджфілд (англ. Edgefield) — місто (англ. town) в США, в окрузі Еджфілд штату Південна Кароліна. Населення — 2322 особи (2020).

## Географія
Еджфілд розташований за координатами 33°47′14″ пн. ш. 81°55′41″ зх. д. / 33.78722° пн. ш. 81.92806° зх. д. (33.787194, -81.928034).  За даними Бюро перепису населення США в 2010 році місто мало площу 11,14 км², з яких 10,83 км² — суходіл та 0,30 км² — водойми.

## Демографія
Згідно з переписом 2010 року, у місті мешкало 4750 осіб у 1099 домогосподарствах у складі 641 родини. Густота населення становила 427 осіб/км².  Було 1227 помешкань (110/км²).
Расовий склад населення:
| - 54,1 % — чорних або афроамериканців - 38,9 % — білих - 0,4 % — азіатів - 0,3 % — корінних американців - 0,1 % — вихідців з тихоокеанських островів - 3,7 % — осіб інших рас |

До двох чи більше рас належало 2,4 %. Частка іспаномовних становила 11,9 % від усіх жителів.
За віковим діапазоном населення розподілялося таким чином: 13,5 % — особи молодші 18 років, 74,5 % — особи у віці 18—64 років, 12,0 % — особи у віці 65 років та старші. Медіана віку мешканця становила 38,7 року. На 100 осіб жіночої статі у місті припадало 228,9 чоловіків;  на 100 жінок у віці від 18 років та старших — 256,5 чоловіків також старших 18 років.
Середній дохід на одне домашнє господарство  становив 44 393 долари США (медіана — 26 735), а середній дохід на одну сім'ю — 62 317 доларів (медіана — 47 589). Медіана доходів становила 24 318 доларів для чоловіків та 25 433 долари для жінок. За межею бідності перебувало 22,8 % осіб, у тому числі 28,3 % дітей у віці до 18 років та 17,0 % осіб у віці 65 років та старших.
Цивільне працевлаштоване населення становило 1055 осіб. Основні галузі зайнятості: освіта, охорона здоров'я та соціальна допомога — 23,2 %, виробництво — 20,2 %, роздрібна торгівля — 10,5 %, науковці, спеціалісти, менеджери — 8,6 %.